# روبرت سي. دافي
روبرت سي. دافي هو قاضي وسياسي أمريكي، ولد في 22 أكتوبر 1853 في نيو أورلينز في الولايات المتحدة، وتوفي بنفس المكان في 26 ديسمبر 1908. نشط حزبياً في الحزب الديمقراطي. وقد انتخب عضو مجلس ولاية لويزيانا ‏ وانتخب عضو مجلس النواب الأمريكي ‏.